# Jacques François Chevalier
Pour les articles homonymes, voir Chevalier.
Jacques François Chevalier, né le 6 octobre 1741 à Paris, mort le 18 avril 1814 à Paris, est un général de brigade de la Révolution française.

## États de service
Il est nommé colonel le 24 septembre 1792 à la 32e division de gendarmerie, et il sert à l’armée du nord jusqu’en 1794.
Il est promu général de brigade le 5 mai 1794, il commande la brigade de gendarmerie de la division Muller, et le 18 juin 1794, il rejoint l’Armée de Sambre-et-Meuse. 
Il sert à l’armée d’Italie en 1796 et 1797, et le 6 mars 1797, il est à la 6e division d’infanterie. Le 14 mai 1797, il commande Pescara.
Il est réformé le 14 août 1798, et il est admis à la retraite en 1802.
Il meurt le 18 avril 1814 à Paris.

## Sources
- (en) « Generals Who Served in the French Army during the Period 1789 - 1814: Eberle to Exelmans »
- (pl) « Napoléon.org.pl »
- Docteur Robinet, Jean-François Eugène et J. Le Chapelain, Dictionnaire historique et biographique de la révolution et de l'empire, 1789-1815, volume 1, Librairie Historique de la révolution et de l’empire, 900 p. (lire en ligne), p. 404.